# Maioka (métro de Yokohama)
Maioka (舞岡駅, Maioka-eki) est une station du métro de Yokohama au Japon. Elle est située dans l'arrondissement de Totsuka à Yokohama.

## Situation sur le réseau
La station est située au point kilométrique (PK) 9,0 de la ligne bleue du métro de Yokohama.

## Histoire
La station a été inaugurée le 14 mars 1985.

## Services aux voyageurs

### Accès et accueil
La station est ouverte tous les jours.

### Desserte
Maioka est desservie par les rames de la ligne bleue : voie 1 : direction Shonandai ; voie 2 : direction Azamino.